# Asia Cup 1990
Der Asia Cup 1990/91 war die 4. Ausgabe des Cricketwettbewerbes für asiatische Nationalmannschaften, der im ODI-Format ausgetragen wird. Im Finale konnte sich Indien gegen Sri Lanka mit 7 Wickets durchsetzen.

## Teilnehmer
Die Teilnehmer waren zwei Nationen mit Teststatus (Indien und Sri Lanka) sowie Bangladesch.
| - Bangladesch - Indien - Sri Lanka |

## Format
Die drei Mannschaften spielten gegen jedes andere Team in einer Gruppe. Die ersten beiden Mannschaften qualifizierten sich für das Finale und spielten dort den Turniersieger aus.

## Stadien
Die folgenden Stadien wurden für das Turnier als Austragungsort vorgesehen.
| Stadion           | Stadt      | Kapazität |
| ----------------- | ---------- | --------- |
| Sector 16 Stadium | Chandigarh | 30.000    |
| Barabati Stadium  | Cuttack    | 45.000    |
| Eden Gardens      | Kolkata    | 82.000    |

## Vorrundengruppe
Tabelle
|             | Sp. | S | N | R | NR | Punkte | RR    |
| ----------- | --- | - | - | - | -- | ------ | ----- |
| Sri Lanka   | 2   | 2 | 0 | 0 | 0  | 8      | 4.908 |
| Indien      | 2   | 1 | 1 | 0 | 0  | 4      | 4.222 |
| Bangladesch | 2   | 0 | 2 | 0 | 0  | 0      | 3.663 |

Spiele
| 25. Dezember Scorecard | Chandigarh | Bangladesch 170-6 (50)       | – | Indien 171-1 (36.5) |
|                        |            | Indien gewinnt mit 9 Wickets |   |                     |

| 28. Dezember Scorecard | Cuttack | Sri Lanka 214 (49.2)          | – | Indien 178 (45.5) |
|                        |         | Sri Lanka gewinnt mit 36 Runs |   |                   |

| 31. Dezember Scorecard | Kalkutta | Sri Lanka 249-4 (45/45)       | – | Bangladesch 178-9 (45/45) |
|                        |          | Sri Lanka gewinnt mit 71 Runs |   |                           |

## Finale
| 4. Januar Scorecard | Kalkutta | Sri Lanka 204-9 (45/45)      | – | Indien 205-3 (45/45) |
|                     |          | Indien gewinnt mit 7 Wickets |   |                      |